# 경기도의 고등학교 목록
다음 목록은 경기도에 있는 고등학교 목록이다.

## 가
가온고등학교 ·  가운고등학교 ·  가좌고등학교 ·  가평고등학교 ·  갈매고등학교 ·  감일고등학교 ·  경기게임마이스터고등학교  ·  경기경영고등학교 ·  경기과학고등학교 ·  경기관광고등학교 ·  경기국제통상고등학교 ·  경기대명고등학교 ·  경기모바일과학고등학교 ·  경기물류고등학교 ·  경기북과학고등학교 ·  경기스마트고등학교 ·  경기영상과학고등학교 ·  경기예술고등학교 ·  경기외국어고등학교 ·  경기자동차과학고등학교 ·  경기창조고등학교 ·  경기체육고등학교 ·  경기폴리텍고등학교 ·  경기항공고등학교 ·  경민고등학교 ·  경민비즈니스고등학교 ·  경민IT고등학교 ·  경안고등학교 ·  경일관광경영고등학교 ·  경화여자고등학교 ·  경화여자 English Business 고등학교 ·  계남고등학교 ·  계원예술고등학교 ·  고림고등학교 ·  고색고등학교 ·  고양고등학교 ·  고양국제고등학교 ·  고양동산고등학교 ·  고양예술고등학교 ·  고양외국어고등학교 ·  고양일고등학교 · 고잔고등학교 ·  고촌고등학교 ·  곡정고등학교 ·  곤지암고등학교 ·  과천고등학교 ·  과천여자고등학교 ·  과천외국어고등학교 ·  과천중앙고등학교 ·  관양고등학교 ·  관인고등학교 ·  광교고등학교 ·  광남고등학교 ·  광덕고등학교 ·  광동고등학교 ·  광명고등학교 ·  광명북고등학교 ·  광문고등학교 ·  광주고등학교 ·  광주중앙고등학교 ·  광탄고등학교 ·  광휘고등학교 ·  교하고등학교 ·  구리고등학교 ·  구리여자고등학교 ·  구성고등학교 ·  군서고등학교 ·  군자디지털과학고등학교 ·  군포고등학교 ·  군포e비즈니스고등학교 ·  군포중앙고등학교 ·  권선고등학교 ·  근명고등학교 ·  금곡고등학교 ·  금촌고등학교 ·  기흥고등학교 ·  김포고등학교 ·  김포과학기술고등학교 ·  김포외국어고등학교 ·  김포제일고등학교 ·  김포호수고등학교

## 나
나루고등학교 ·  낙생고등학교 ·  남양고등학교 ·  남양주고등학교 ·  남양주다산고등학교 ·  남한고등학교 ·  내손고등학교 · 늘푸른고등학교 ·  능곡고등학교 ·  능동고등학교

## 다
다산고등학교 ·  단원고등학교 ·  대부고등학교 ·  대신고등학교 ·  대지고등학교 ·  대평고등학교 ·  대화고등학교 ·  덕계고등학교 ·  덕산고등학교 ·  덕소고등학교 ·  덕영고등학교 ·  덕이고등학교 ·  덕정고등학교 ·  덕현고등학교 ·  도농고등학교 ·  도래울고등학교 ·  도당고등학교 ·  돌마고등학교 ·  동광고등학교 ·  동국대학교 사범대학 부속 영석고등학교 ·  동남고등학교 ·  동두천고등학교 ·  동두천외국어고등학교 ·  동두천중앙고등학교 ·  동백고등학교 ·  동안고등학교 ·  동원동우고등학교 ·  동일공업고등학교 ·  동탄고등학교 ·  동탄국제고등학교 ·  동탄중앙고등학교 ·  동패고등학교 ·  동화고등학교 ·  두레자연고등학교 ·  두원공업고등학교

## 라
라온고등학교

## 마
마석고등학교 ·  마송고등학교 ·  마장고등학교 ·  망포고등학교 ·  매원고등학교 ·  매탄고등학교 ·  매향여자정보고등학교 ·  매홀고등학교 ·  명문고등학교 ·  모락고등학교 ·  목감고등학교 ·  무원고등학교 ·  문산고등학교 ·  문산수억고등학교 ·  문산제일고등학교 ·  미사강변고등학교 ·  미사고등학교

## 바
반송고등학교 ·  발곡고등학교 ·  발안바이오과학고등학교 ·  배곧고등학교 ·  백마고등학교 ·  백석고등학교 ·  백송고등학교 ·  백신고등학교 ·  백암고등학교 ·  백양고등학교 ·  백영고등학교 ·  백운고등학교 ·  범박고등학교 ·  별가람고등학교 ·  별내고등학교 ·  병점고등학교 ·  보라고등학교 ·  보정고등학교 ·  보평고등학교 ·  복정고등학교 ·  봉담고등학교 ·  봉일천고등학교 ·  부곡고등학교 ·  부명고등학교 ·  부용고등학교 ·  부원고등학교 ·  부천고등학교 ·  부천공업고등학교 ·  부천북고등학교 ·  부천여자고등학교 ·  부천정보산업고등학교 ·  부흥고등학교 ·  분당경영고등학교 ·  분당고등학교 ·  분당대진고등학교 ·  분당아람고등학교 ·  분당영덕여자고등학교 ·  분당중앙고등학교 ·  불곡고등학교 ·  비봉고등학교 ·  비전고등학교

## 사
사우고등학교 ·  산본고등학교 ·  삼광고등학교 ·  삼괴고등학교 ·  삼일고등학교 ·  삼일공업고등학교 ·  상동고등학교 ·  상록고등학교 ·  상우고등학교 ·  상원고등학교 ·  상일고등학교 ·  상현고등학교 ·  새솔고등학교 ·  서연고등학교 ·  서울삼육고등학교 ·  서원고등학교 ·  서정고등학교 ·  서천고등학교 ·  서해고등학교 ·  서현고등학교 ·  선부고등학교 ·  설악고등학교 ·  성남고등학교 ·  성남여자고등학교 ·  성남외국어고등학교 ·  성남테크노과학고등학교 ·  성문고등학교 ·  성보경영고등학교 ·  성복고등학교 ·  성사고등학교 ·  성안고등학교 ·  성일고등학교 ·  성일정보고등학교 ·  성지고등학교 ·  성포고등학교 ·  성호고등학교 ·  세경고등학교 ·  세교고등학교 ·  세마고등학교 ·  세원고등학교 ·  세종고등학교 ·  소래고등학교 ·  소명여자고등학교 ·  소사고등학교 ·  소하고등학교 ·  솔터고등학교 ·  송내고등학교 ·  송림고등학교 ·  송산고등학교 ·  송양고등학교 ·  송우고등학교 ·  송탄고등학교 ·  송현고등학교 ·  송호고등학교 ·  수내고등학교 ·  수리고등학교 ·  수성고등학교 ·  수원고등학교 ·  수원공업고등학교 ·  수원농생명과학고등학교 ·  수원여자고등학교 ·  수원외국어고등학교 ·  수원정보과학고등학교 ·  수원칠보고등학교 ·  수원하이텍고등학교 ·  수일고등학교 ·  수주고등학교 ·  수지고등학교 ·  수택고등학교 ·  숙지고등학교 ·  숭신여자고등학교 ·  시온고등학교 ·  시흥고등학교 ·  시흥능곡고등학교 ·  시흥매화고등학교 ·  신갈고등학교 ·  신길고등학교 ·  신동고등학교 ·  신봉고등학교 ·  신성고등학교 ·  신원고등학교 ·  신일비즈니스고등학교 ·  신장고등학교 ·  신천고등학교 ·  신한고등학교 ·  신흥고등학교 ·  심석고등학교 ·  심원고등학교 ·  심학고등학교

## 아
안곡고등학교 ·  안법고등학교 ·  안산강서고등학교 ·  안산고등학교 ·  안산공업고등학교 ·  안산국제비즈니스고등학교 ·  안산동산고등학교 ·  안산디자인문화고등학교 ·  안성고등학교 ·  안성여자고등학교 ·  안양고등학교 ·  안양공업고등학교 ·  안양여자고등학교 ·  안양여자상업고등학교 ·  안양예술고등학교 ·  안양외국어고등학교 ·  안중고등학교 ·  안화고등학교 ·  야탑고등학교 ·  양곡고등학교 ·  양동고등학교 ·  양명고등학교 ·  양명여자고등학교 ·  양서고등학교 ·  양영디지털고등학교 ·  양일고등학교 ·  양주고등학교 ·  양주백석고등학교 ·  양지고등학교 ·  양평고등학교 ·  양평전자과학고등학교 ·  여강고등학교 ·  여주고등학교 ·  여주자영농업고등학교 ·  여주제일고등학교 ·  역곡고등학교 ·  연천고등학교 ·  영덕고등학교 ·  영복여자고등학교 ·  영북고등학교 ·  영생고등학교 ·  영신여자고등학교 ·  예당고등학교 ·  오남고등학교 ·  오산고등학교 ·  오산정보고등학교 ·  옥빛고등학교 ·  옥정고등학교 ·  와부고등학교 ·  와우고등학교 ·  용문고등학교 ·  용인고등학교 ·  용인바이오고등학교 ·  용인백현고등학교 ·  용인삼계고등학교 ·  용인한국외국어대학교 부설고등학교 ·  용인홍천고등학교 ·  용호고등학교 ·  우성고등학교 ·  운산고등학교 ·  운암고등학교 ·  운양고등학교 ·   ·  운유고등학교 · 운정고등학교 ·  운중고등학교 ·  운천고등학교 ·  원곡고등학교 ·  원미고등학교 ·  원종고등학교 ·  위례고등학교 ·  위례한빛고등학교 ·  유신고등학교 ·  율곡고등학교 ·  율면고등학교 ·  율천고등학교 ·  은행고등학교 ·  은혜고등학교 ·  의왕고등학교 ·  의정부고등학교 ·  의정부공업고등학교 ·  의정부광동고등학교 ·  의정부여자고등학교 ·  이매고등학교 ·  이산고등학교 ·  이솔고등학교 ·  이우고등학교 ·  이의고등학교 ·  이천고등학교 ·  이천세무고등학교 ·  이천양정여자고등학교 ·  이천제일고등학교 ·  이충고등학교 ·  이포고등학교 ·  이현고등학교 ·  인덕원고등학교 ·  인창고등학교 ·  일동고등학교 ·  일산고등학교 ·  일산국제컨벤션고등학교 ·  일산대진고등학교 ·  일산동고등학교 ·  일죽고등학교

## 자
장곡고등학교 ·  장기고등학교 ·  장안고등학교 ·  장호원고등학교 ·  저동고등학교 ·  저현고등학교 ·  적성융합고등학교 ·  전곡고등학교 ·  점동고등학교 ·  정명고등학교 ·  정발고등학교 ·  정왕고등학교 ·  정현고등학교 ·  조원고등학교 ·  조종고등학교 ·  주엽고등학교 ·  죽산고등학교 ·  죽전고등학교 ·  중산고등학교 ·  중원고등학교 ·  중흥고등학교 ·  지산고등학교 ·  지평고등학교 ·  진건고등학교 ·  진성고등학교 ·  진위고등학교 ·  진접고등학교

## 차
창의경영고등학교 ·  창의고등학교 ·  창현고등학교 ·  처인고등학교 ·  천천고등학교 ·  청담고등학교 ·  청덕고등학교 ·  청명고등학교 ·  청북고등학교 ·  청심국제고등학교 ·  청운고등학교 ·  청평고등학교 ·  청학고등학교 ·  초당고등학교 ·  초월고등학교 ·  초지고등학교 ·  충현고등학교 ·  충훈고등학교 ·  치동고등학교

## 타
태광고등학교 ·  태성고등학교 ·  태원고등학교 ·  태장고등학교 ·  태전고등학교 ·  토평고등학교 ·  통진고등학교 ·  퇴계원고등학교

## 파
파주고등학교 ·  파주여자고등학교 ·  판곡고등학교 ·  판교고등학교 ·  평내고등학교 ·  평촌경영고등학교 ·  평촌고등학교 ·  평촌과학기술고등학교 ·  평택고등학교 ·  평택마이스터고등학교 ·  평택여자고등학교 ·  포곡고등학교 ·  포천고등학교 ·  포천일고등학교 ·  풍덕고등학교 ·  풍동고등학교 ·  풍무고등학교 ·  풍산고등학교 ·  풍생고등학교

## 하
하길고등학교 ·  하남경영고등학교 ·  하남고등학교 ·  하성고등학교 ·  한겨레고등학교 ·  한광고등학교 ·  한광여자고등학교 ·  한국관광고등학교 ·  한국도예고등학교 ·  한국디지털미디어고등학교 ·  한국문화영상고등학교 ·  한국애니메이션고등학교 ·  한국외식과학고등학교 ·  한국조리과학고등학교 ·  한민고등학교 ·  한백고등학교 ·  한봄고등학교 ·  한빛고등학교 ·  한빛누리고등학교 ·  한솔고등학교 ·  함현고등학교 ·  행신고등학교 ·  향남고등학교 ·  향동고등학교 ·  향일고등학교 ·  현암고등학교 ·  현화고등학교 ·  호매실고등학교 ·  호원고등학교 ·  호평고등학교 ·  홍익디자인고등학교 ·  화담고등학교 ·  화성고등학교 ·  화성반월고등학교 ·  화수고등학교 ·  화정고등학교 ·  화홍고등학교 ·  효명고등학교 ·  효성고등학교 ·  효양고등학교 ·  효원고등학교 ·  효자고등학교 ·  흥덕고등학교 ·  흥진고등학교